# 바하 멘
바하 멘(Baha Men)은 바하마의 음악 그룹이다. 대표곡으로 2000년에 발표된 노래인 《Who Let the Dogs Out?》이 있다.

## 음반

### 정규 음반
- 《Junkanoo》 (1992년)
- 《Kalik》 (1994년)
- 《I Like What I Like》 (1997년)
- 《Doong Spank》 (1998년)
- 《2 Zero 0-0》 (1999년)
- 《Who Let the Dogs Out》 (2000년)
- 《Move It Like This》 (2002년)
- 《Holla!》 (2004년)
- 《Ride With Me》 (2015년)

### 컴필레이션 음반
- 《Greatest Movie Hits》 (2002년)
- 《10 Great Songs: Who Let the Dogs Out》 (2010년)

### 싱글
- 《Dancing in the Moonlight》 (1994년)
- 《(Just a) Sunny Day》 (1995년)
- 《That's the Way I Get Down》 (1997년)
- 《Who Let the Dogs Out?》 (2000년)
- 《You All Dat》 (2001년)
- 《The Best Years of Our Lives》 (2001년)
- 《Move It Like This》 (2002년)
- 《We Rubbin'》 (2002년)
- 《Go!》 (2011년)